# ثمانية أشهر على شارع غزة
ثمانية أشهر على شارع غزة هي الرواية الثالثة للكاتبة الإنجليزية هيلاري مانتل الحائزة على جائزة مان بوكر عامي 2009 و2012. نشرت عام 1988.

## الحبكة
تحكي قصة امرأة إنجليزية تدعى فرانسيس شور، تنتقل إلى جدة السعودية لتعيش مع زوجها المهندس. استنادًا إلى تجارب مانتل الخاصة في المملكة العربية السعودية، تستكشف الرواية صراعات الشعوب المختلفة مع التباين في الثقافات، بما في ذلك ثقافات الأشخاص من الثقافات الإسلامية المختلفة، وسوء الفهم بين السعوديين والغربيين، وكذلك بين النساء والرجال.
شعرت مانتل أن الكتاب توقع تطورات لاحقة في الصراع الثقافي بين الإسلام والغرب، حيث قالت: "شعرت ببعض الإحباط لأنه مع تطور الأحداث، كان لدي نوع من الشعور الذي قلته لك".